# Аникин, Владимир Прокопьевич
Влади́мир Проко́пьевич Ани́кин (6 августа 1924, Тбилиси — 25 сентября 2018, Москва) — советский и российский филолог-фольклорист, доктор филологических наук, заслуженный профессор МГУ имени М. В. Ломоносова. Работал на филологическом факультете МГУ с 1954 года. В 1979—1995 годах являлся заведующим кафедрой русского устного народного творчества МГУ, в 2003 году вновь возглавил её и занимал пост до своей кончины. Участник Великой Отечественной войны.

## Биография
Участвовал в Великой Отечественной войне. Он служил шифровальщиком в составе 4-й воздушной армии Кавказского фронта. Был награждён орденом Отечественной войны ІІ степени и медалями за участие в боевых действиях.
В 1950 году Аникин окончил филологический факультет МГУ им. М. В. Ломоносова.
В 1954 году под руководством В. И. Чичерова защитил кандидатскую диссертацию «Значение народной поэзии в творческом развитии А. Н. Толстого».
В 1974 году защитил докторскую диссертацию «Теория фольклорной традиции и её значение для исторического исследования былин».
В 1979—1995 и 2003—2018 годах был заведующим кафедрой русского устного народного творчества МГУ.

## Научная деятельность
Аникин активно занимался изучением былин, сказок, календарного и свадебного обрядового фольклора, малых жанров народной поэзии, а также фольклоризма русских писателей XIX—XX веков. В своих работах учёный поднимал вопросы о специфике устного народного творчества, исследовал его историю и теорию. Также Аникин занимался проблемами типологии взаимосвязей фольклора и литературы.
Аникин являлся членом редакционных советов ряда периодических научных изданий: «Вестник Московского университета. Сер. 9. Филология», «Филологические науки», «Древняя Русь: Вопросы медиевистики». Входил в состав специализированных диссертационных советов МГУ им. М. В. Ломоносова и ИМЛИ РАН.
В. П. Аникин — учитель многих поколений российских и зарубежных фольклористов, с которыми поддерживал связь до конца жизни. Под его руководством защитились более 40 кандидатов и 15 докторов наук.

## Основные труды
Диссертации
- Значение народной поэзии в творческом развитии Алексея Николаевича Толстого. МГУ (филологический ф-т), 1953.
- Теория фольклорной традиции и её значения для исторического исследования былин. МГУ (филологический ф-т),1973.

Научные монографии
- Теоретические проблемы историзма былин в науке советского времени. МГУ, 1978, Вып.1; 1978, Вып. 2; 1980, Вып. 3.
- Теория фольклорной традиции и её значение для исторического изучения былин. МГУ, 1980.
- Былины. Метод выяснения исторической хронологии вариантов. МГУ, 1984.
- Русская народная сказка. М., 1984.
- Теория фольклора. М., 1996; 2-е изд. — М., 2004.

Статьи
- Коллективность как сущность творческого процесса в фольклоре // Русский фольклор, Вып. 5, 1960.
- Традиции жанра как критерий фольклорности в современном творчестве (частушки и пословицы) // Русский фольклор, Вып. 9, 1964.
- Некоторые актуальные проблемы современной фольклористики // Филологические науки, 1981, № 2.
- Об историческом изучении былин // Русская литература, 1984, № 1.
- Фольклористика как филологическая дисциплина // Вестник МГУ. Филология. 1984, № 6.
- Принципы жанрово-тематической классификации сказок // Русский фольклор, Вып. 23, 1985.
- Системный анализ литературного и фольклорного стиля // Филологические науки, 1995, № 4.
- Классическое наследство в эпосоведении и его значение для современной науки // Русский фольклор, Вып. 28, 1995.
- Национальная специфика жанра в свете сравнительной поэтики. // Научные доклады филологического факультета МГУ. Вып. 1, М., 1996.

Сборники
- Мудрость народная. Жизнь человека в русском фольклоре. Вып.1, М., 1991; вып. 2, М., 1994.
- К мудрости ступенька. О русских песнях, сказках, пословицах, загадках, народном языке : очерки. М.: Дет. лит., 1988. 176 с., ил.

Учебные пособия
- Русские народные пословицы, поговорки, загадки и детский фольклор. — М.: Учпедгиз, 1957. — 240 с.
- Русская народная сказка. М., 1959.
- Русский богатырский эпос. М., 1964.
- Русский фольклор. М., 1987.

Периодические издания, в которых наиболее часто публиковался
- Вестник МГУ. Филология.
- Филологические науки.
- Древняя Русь. Вопросы медиевистики.

Участник Международных съездов славистов.
Собирательская работа
- Русские сёла Башкирии (1949)
- Калужская область (1963).
- Архангельская область и Карелия (1965—1969).

Читаемые лекционные курсы
- Русское устное народное творчество.
- Теория фольклора.
- Методика сравнительно-исторического изучения фольклора.

Справочные издания
- В. П. Аникин. Библиография печатных трудов. МГУ, 1994.
- Краткая литературная энциклопедия, т. 9, М., 1978, с. 62.
- Российские фольклористы. М., 1994.

## Награды
- Орден Отечественной войны II степени.
- Медаль Пушкина (27 октября 2003 года) — за достигнутые трудовые успехи и многолетнюю плодотворную работу[3].